# Młodzieżowe Mistrzostwa Polski Par Klubowych na Żużlu 1991
Młodzieżowe Mistrzostwa Polski Par Klubowych na Żużlu 1991 – zawody żużlowe, mające na celu wyłonienie medalistów młodzieżowych mistrzostw Polski par klubowych w sezonie 1991. Rozegrano trzy turnieje eliminacyjne oraz finał, w którym zwyciężyli żużlowcy Apatora Toruń.

## Finał
- Gorzów Wielkopolski, 1 sierpnia 1991
- Sędzia: Lechosław Bartnicki

| Miejsce | Kluby                 | Suma  | Zawodnicy                                          | Punkty                                      |
| ------- | --------------------- | ----- | -------------------------------------------------- | ------------------------------------------- |
| złoto   | Apator Toruń          | 19    | Robert Sawina Sławomir Derdziński Waldemar Walczak | 14 (3,2,3,3,3) 5 (0,1,2,1,1) ns             |
| srebro  | Unia Rolnicki Tarnów  | 17 +3 | Jacek Rempała Robert Kużdżał Piotr Leśniowski      | 8 +3 (1,d,2,3,2) 9 (2,2,3,2,0) ns           |
| brąz    | Morawski Zielona Góra | 17 +2 | Andrzej Zarzecki Artur Pawlak Tomasz Kruk          | 9 +2 (3,3,u,2,1) 6 (u,u,–,3,3) 2(–,–,2,–,–) |
| 4       | Polonia Bydgoszcz     | 16    | Tomasz Kornacki Mariusz Sielski Tomasz Gollob      | 5 (3,1,1,0,0) 0 (0,–,–,–,–) 11 (–,3,3,2,3)  |
| 5       | GKM Grudziądz         | 12    | Piotr Baron Robert Kempiński Grzegorz Wiśniewski   | 6 (2,2,1,0,1) 6 (u,3,0,1,2) ns              |
| 6       | Stal Westa Rzeszów    | 8     | Janusz Ślączka Piotr Gancarz Tadeusz Hajt          | 6 (2,d,1,1,2) 2 (1,1,0,d,–) 0 (–,–,–,–,0)   |